# تايكوندو لذوي الاحتياجات الخاصة
التايكوندو لذوي الاحتياجات الخاصة أو التايكوندو البارالمبي أو البارا تايكوندو (بالإنجليزية: Para taekwondo)‏ هو تكييف لرياضة التايكوندو مخصص للرياضيين ذوي الاحتياجات الخاصة. الهيئة الرئيسية المنظمة لهذه الرياضة هي الاتحاد العالمي للتايكوندو (WT). طورت تخصصات جديدة مثل الكيوروجي والبومسي، وهما شكلان من أشكال الفنون القتالية، مخصصين للرياضيين ذوي الاحتياجات الخاصة. في 31 يناير 2017، أُكِّدت الجنة البارالمبية الدولية (IPC) أن التايكوندو رياضة معتمدة في الألعاب البارالمبية طوكيو 2020 وذلك أثناء الجمعية العامة. وفي نفس العام، أصبح الاتحاد العالمي للتايكوندو عضوًا كامل العضوية في اللجنة البارالمبية الدولية.

## التاريخ

### الأصول
أسس الاتحاد العالمي للتايكوندو لجنة التايكوندو البارالمبية في عام 2006 بهدف تعزيز وتطوير رياضة التايكوندو للرياضيين ذوي الاحتياجات الخاصة. في البداية، ركز التايكوندو البارالمبي على تطوير منافسات "كيوروجي" (المبارزة) للرياضيين الذين يعانون من بتر في الأطراف أو نقص في الأعضاء. أُقيمت أول بطولة للتايكوندو البارالمبي في باكو، أذربيجان، عام 2009. بعد الفشل في إدراج التايكوندو البارالمبي ضمن برنامج الألعاب البارالمبية في ريو 2016، شُكلت مجموعة عمل في عام 2013 خلال بطولة العالم للتايكوندو البارالمبي لمناقشة تطوير الرياضة. دعت لجنة التايكوندو البارالمبية ضيوفاً من الجمعية الدولية للرياضات والترفيه للأشخاص المصابين بالشلل الدماغي (CPISRA) والاتحاد الدولي للرياضة للأشخاص ذوي الإعاقة الذهنية (INAS). وبناءً على توصيات مجموعة العمل، تم توسيع رياضة التايكوندو البارالمبي لتشمل جميع أنواع الإعاقات، وأصبحت البطولات العالمية متاحة للرياضيين من مختلف الفئات. تم اختيار منافسات "بومسي" لتكون جزءاً من البطولات المخصصة للرياضيين ذوي الإعاقات العصبية أو الذهنية أو البصرية. أُقيمت أولى مسابقات "بومسي" للرياضيين ذوي الإعاقة الذهنية في بطولة العالم الخامسة للتايكوندو البارالمبي في موسكو. كما تم إضافة "بومسي" كرياضة استعراضية في ألعاب INAS العالمية وألعاب CPISRA العالمية عام 2015.

### عملية التقديم لدورة الألعاب البارالمبية
أصبح الاتحاد العالمي للتايكوندو (WT) اتحادًا دوليًا معترفًا به من قبل اللجنة البارالمبية الدولية (IPC) في أكتوبر 2013. ولإدراج التايكوندو البارالمبي في برنامج الألعاب البارالمبية طوكيو 2020، قدّم الاتحاد العالمي للتايكوندو خطاب نوايا إلى اللجنة البارالمبية الدولية في يناير 2014. تم الانتهاء من المرحلة الثانية من عملية التقديم في يوليو 2014. خلال اجتماع مجلس إدارة اللجنة البارالمبية الدولية في برلين، ألمانيا، في أكتوبر 2014، قدّم الاتحاد العالمي للتايكوندو عرضه لإدراج التايكوندو البارالمبي في دورة الألعاب البارالمبية طوكيو 2020. بعد الاجتماع، تم تأكيد بعض الرياضات في برنامج دورة الألعاب البارالمبية طوكيو 2020، لكن التايكوندو البارالمبي لم يكن من بينها. وفي يناير 2015، عقدت اللجنة البارالمبية الدولية اجتماعًا لمجلس الإدارة في أبو ظبي، حيث تم اتخاذ القرار النهائي بشأن برنامج الرياضات لدورة الألعاب البارالمبية طوكيو 2020

## الحوكمة
الاتحاد العالمي للتايكواندو هو الهيئة الحاكمة لرياضة التايكوندو البارالمبي، وهو الذي يضع القواعد واللوائح الخاصة بهذه الرياضة. في عام 2013، اعتُرف رسميًا بـ الاتحاد العالمي للتايكواندو من قبل اللجنة البارالمبية الدولية وأصبح عضوًا كامل العضوية فيها في عام 2015. 

## التخصصات التنافسية
الكيروجي (Kyorugi) والبوومساي (Poomsae) هما التخصصان اللذان يشرف عليهما الاتحاد العالمي للتايكواندو (WT) في إطار المسابقات، وذلك لضم الرياضيين من جميع فئات الإعاقة في التايكواندو البارالمبية. تختلف قواعد الكيروجي البارالمبية عن نظيرتها في الألعاب الأولمبية، حيث تُحظر جميع الضربات الموجهة إلى الرأس ولا تُمنح النقاط للكمات.   

## البارا تايكوندو كيوروجي

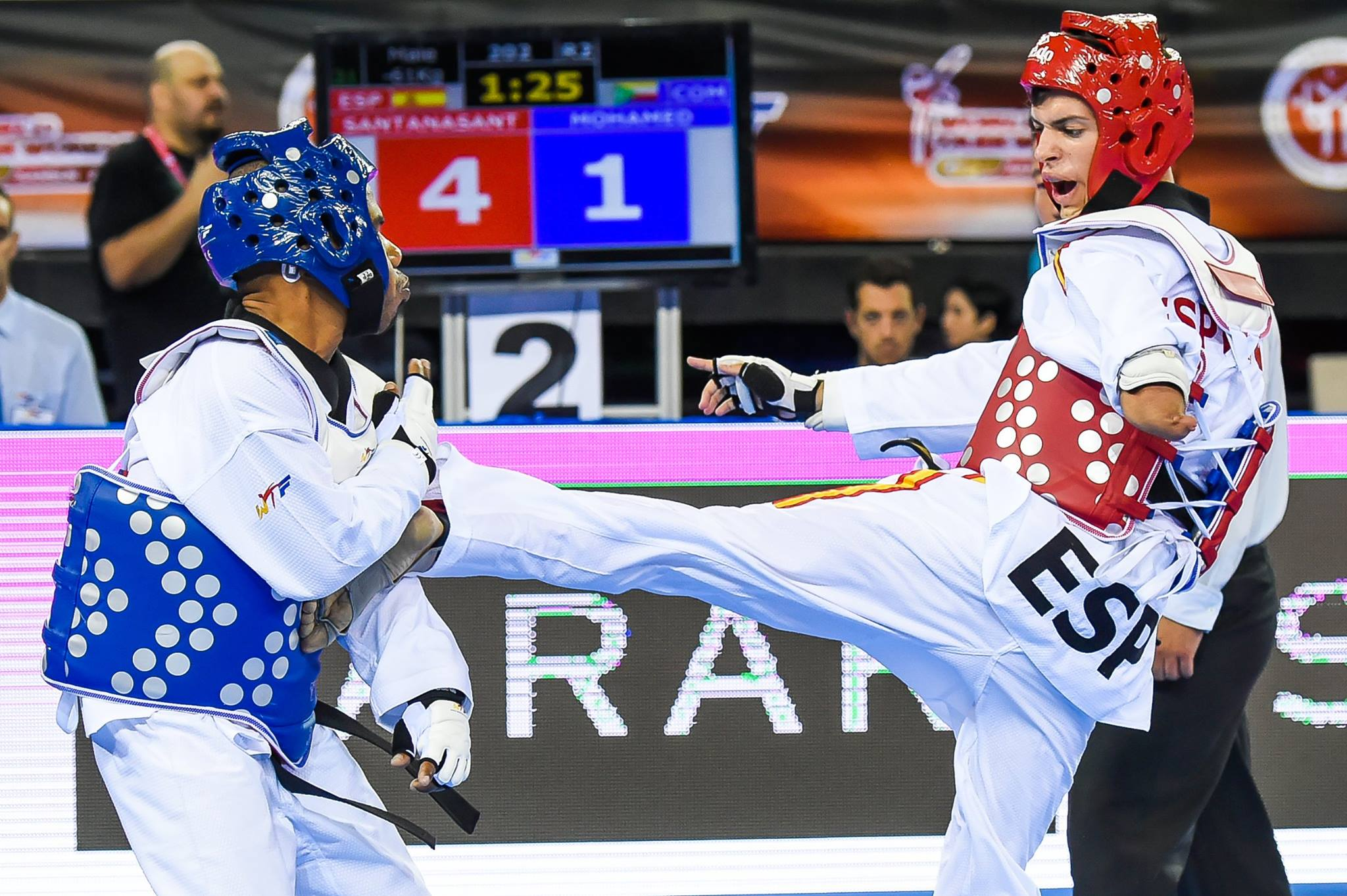
بارا تايكوندو كيوروجي

### نظام المنافسة
تقام مباريات البارا تايكوندو كيوروجي بنظام بطولة خروج المغلوب لمرة واحدة، أو نظام الدوري، أو نظام بطولة خروج المغلوب لمرة واحدة مع الإعادة (الفرصة الثانية). 

### المدة
تتكون مباريات البارا تايكوندو كيوروجي من ثلاث جولات، مدة كل جولة دقيقتان، مع دقيقة واحدة للراحة بين الجولات. في حالة التعادل بعد الجولة الثالثة، تُقام جولة الحسم (الجولة الذهبية)، مع فترة راحة مدتها دقيقة واحدة قبل هذه الجولة.  يمكن تعديل مدة المباراة من قبل المندوب الفني، ويؤخذ في الاعتبار الفئات الرياضية عندما يقرر المندوب الفني إجراء تغييرات على المدة. 

### النقاط الصحيحة
تحتسب نقطتين عند تنفيذ تقنية قدم صحيحة على واقي الجسم، وثلاث نقاط عند تنفيذ تقنية قدم دوران صحيحة على واقي الجسم، وأربع نقاط عند تنفيذ تقنية دوران سريعة صحيحة على واقي الجسم. تحتسب نقطة واحدة عن كل"جام-جوم" Gam-jeom (عند توجيه الإنذار وخصم نقطة للخصم). 

### الفئات الوزنية
تنقسم الفئات الوزنية في البارا تايكوندو كيوروجي حسب الوزن والجنس على النحو التالي: 
| فئات الذكور    | فئات الذكور                       | فئات الإناث    | فئات الإناث                       |
| -------------- | --------------------------------- | -------------- | --------------------------------- |
| أقل من 61 كجم  | لا يتجاوز 61 كجم                  | أقل من 49 كجم  | لا يتجاوز 49 كجم                  |
| أقل من 75 كجم  | أكثر من 61 كجم و لا يتجاوز 75 كجم | أقل من 58 كجم  | أكثر من 49 كجم و لا يتجاوز 58 كجم |
| أكثر من 75 كجم | أكثر من 75 كجم                    | أكثر من 58 كجم | أكثر من 58 كجم                    |

## البارا تايكوندو بومساي

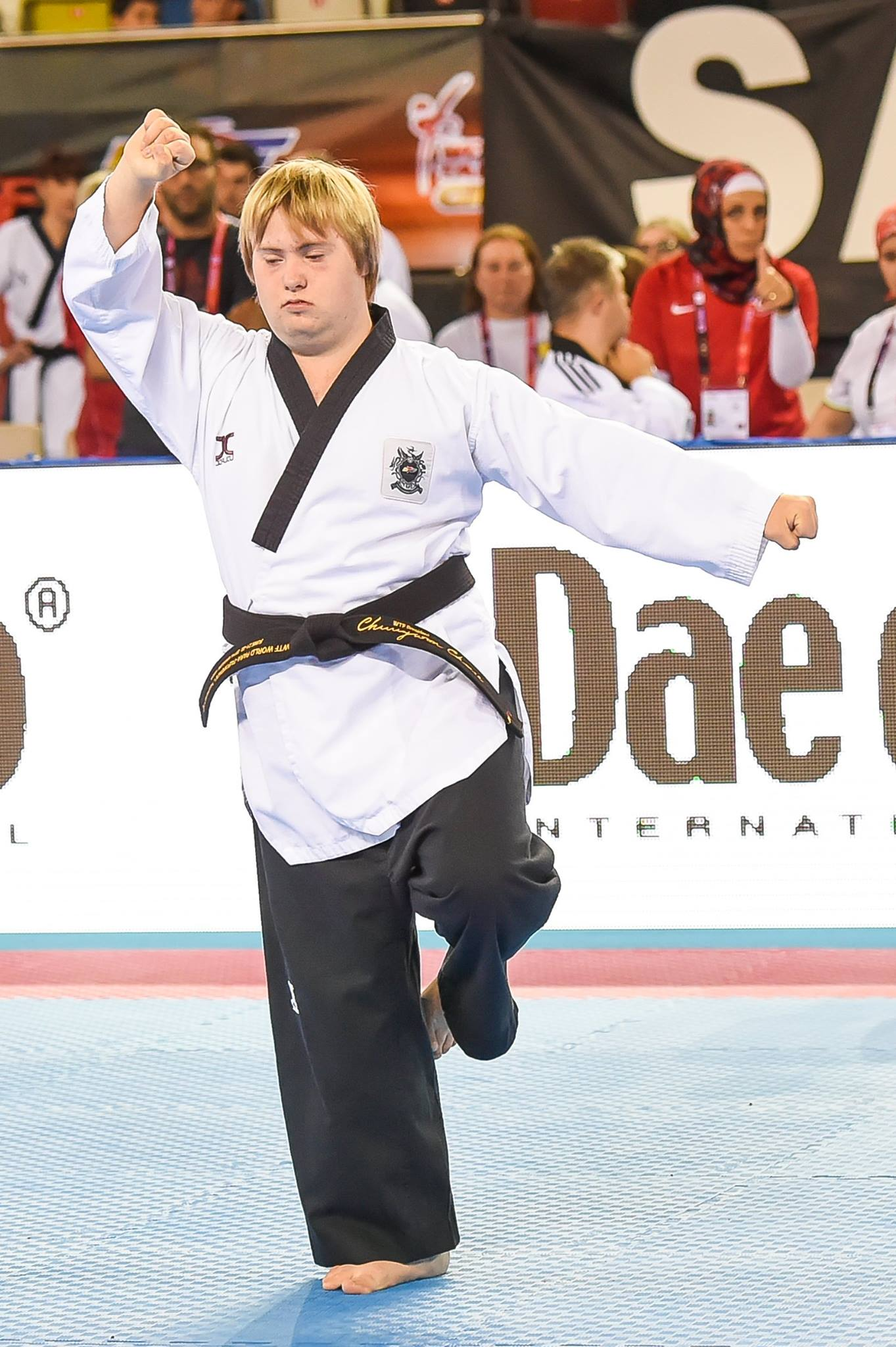
بارا بومسي التايكوندو

### نظام المنافسة
تقام مباريات البارا تايكوندو بومساي بنظام خروج المغلوب المباشر أو المزدوج.

### المدة
تتراوح مدة المنافسة في البارا تايكوندو بومساي بين 20 و120 ثانية، ويجب على المتسابق أداء كل بومساي بإيقاع ودقة خلال هذه المدة. يؤدي المتسابقون البومساي بالتناوب في المباراة. إذا أنهى المتسابق أداء البومساي قبل انتهاء الوقت، يُمنح خصمه فترة راحة لا تقل عن دقيقة واحدة بين كل أداء للبومساي.

### معايير التحكيم
الدرجة الكلية في منافسات البارا تايكوندو بومساي هي 10.0 نقاط. في فئة الرياضة P20، تمنح النقاط بناءً على صعوبة البومساي المُنفذ. ينقسم التحكيم إلى فئتين: النقاط التقنية والنقاط الخاصة بالأداء. ويكون الحد الأقصى للنقاط في كل فئة كالتالي: التقنية (4.0)؛ الأداء (6.0).

### الفئات
تنقسم الفئات في منافسات البارا تايكوندو بومساي حسب العمر والجنس.
| فئات الذكور | فئات الذكور    | فئات الإناث | فئات الإناث    |
| ----------- | -------------- | ----------- | -------------- |
| الناشئين    | 12-15 سنة      | الناشئين    | 12-15 سنة      |
| أقل من 30   | 16-29 سنة      | أقل من 30   | 16-29 سنة      |
| أكثر من 30  | 30 سنة وما فوق | أكثر من 30  | 30 سنة وما فوق |

## تقييم لاعبي البارا تايكوندو
تقييم الرياضيين في الباراولمبياد للتايكواندو هو العملية التي يقوم فيها فريق التصنيف بتقييم ما إذا كان الرياضي يستوفي معايير الإعاقة الدنيا (MIC) حتى يتم تعيينه في فئة رياضية. هناك ثلاثة أنواع من التقييمات: التقييم البدني، التقييم الفني، والتقييم عن طريق الملاحظة. 

### الفئات الرياضة
الفئات الرياضية في "بارا كيوروجي" و"بارا بومسي" تحمل البادئة "K" و"P" على التوالي. 
| فئات البارا كيوروجي | نوع الإعاقة | دروس الرياضة | فئات البارا بومساي | نوع الإعاقة      | دروس الرياضة |
| فئات البارا كيوروجي | قصر القامة  | ك40          | فئات البارا بومساي | ضعف البصر        | ص10          |
| فئات البارا كيوروجي | قصر القامة  | ك40          | فئات البارا بومساي | الإعاقة الفكرية  | ص20          |
| فئات البارا كيوروجي | قصر القامة  | ك40          | فئات البارا بومساي | الإعاقات الجسدية | ص30          |
| فئات البارا كيوروجي | ضعف السمع   | ك60          | فئات البارا بومساي | فئات W/C         | بي 50        |
| فئات البارا كيوروجي | ضعف السمع   | ك60          | فئات البارا بومساي | ضعف السمع        | بي60         |
| فئات البارا كيوروجي | ضعف السمع   | ك60          | فئات البارا بومساي | قصر القامة       | ص70          |

## البطولات أو البطولات الكبرى
| حدث                                                           | درجة         |
| ------------------------------------------------------------- | ------------ |
| الألعاب البارالمبية                                           | غير متاح     |
| بطولة العالم للبارات التايكوندو                               | مجموعة 10    |
| الألعاب العالمية IWAS                                         | مجموعة الـ 6 |
| بطولة آسيا المفتوحة للتايكواندو                               | جي-4/جي-2    |
| بطولة أفريقيا المفتوحة للباراتايكواندو                        | جي-4/جي-2    |
| بطولة أوقيانوسيا المفتوحة للتايكواندو                         | جي-4/جي-2    |
| بطولة بان أمريكان بارا تايكوندو المفتوحة                      | جي-4/جي-2    |
| بطولة أوروبا المفتوحة للباراتايكواندو                         | جي-4/جي-2    |
| بطولات G-1 المفتوحة للبارا تايكوندو في الكيوروجي و/أو البومسي | ج-1          |

### بطولة العالم
المصدر: 
الميداليات حسب NPC - بطولات العالم
اعتبارا من 25 سبتمبر 2023
بطولة العالم 2009 - 2021 (139G - 130S - 189B - 458 Total)
رتبة	NPC	رجال	نساء	المجموع	الترتيب حسب المجموع
G	S	B	Tot	G	S	B	Tot	G	S	B	Tot
1	RUS - روسيا 	21	14	24	59	5	10	7	22	26	24	31	81	1
2	TUR - تركيا 	11	7	22	40	11	10	8	29	22	17	30	69	2
3	AZE - أذربيجان 	11	18	18	47	3	4	3	10	14	22	21	57	3
4	IRI - إيران	12	8	4	24	2 	2	14	8	4	26	4
5	ESP - إسبانيا 	7	4	6	17 	1	1	7	4	7	18	6
6	FRA - فرنسا 	5	2	4	11	2 	3	5	7	2	7	16	7
7	MGL - منغوليا 	5	3	10	18	1	1	1	3	6	4	11	21	5
8	UKR - أوكرانيا 	1	2	1	4	5	1	3	9	6	3	4	13	=8
9	KAZ - كازاخستان 	5	1	1	7 	1	1	5	1	2	8	=14
10	SRB - صربيا 	1	1	4	5	3	12	4	5	4	13	=8
11	CAN - كندا 	1	3	4	4 	4	4	1	3	8	=14
12	DEN - الدنمارك 	4 	1	5	4 	1	5	=22
13	RTU - الاتحاد الروسي للتايكوندو	3	1	4	8 	1 	1	3	2	4	9	=12
14	GBR - بريطانيا العظمى	1	1 	2	1	5	1	7	2	6	1	9	=12
15	AUS - أستراليا 2	2	2	1	5 	2	2	1	5	=22
16	BRA - البرازيل 	3	3	2	1	6	9	2	1	9	12	10
17	ISR - إسرائيل 1	2	1	3	6 	2	1	3	6	=17
18	CHN - الصين 	2 	2	2 	2	=29
18	THA - تايلاند 	2 	2	2 	2	=29
20	CRO - كرواتيا 	1	3	1	5 	1	3	1	5	=22
21	MEX - المكسيك 1	1	1	1	3 	1	2	3	1	2	3	6	=17
22	UZB - أوزبكستان 	3	3	1	1	2	4	1	1	5	7	16
23	RWA - رواندا 	1	1	1 	1	1 	1	2	=29
24	TPE - تايبيه الصينية	1 	1 	1 	1	=35
25	MAR - المغرب 	2	6	8 	2 	2 	4	6	10	11
26	POL - بولاندا 	4	2	6 	4	2	6	=17
27	GUA - غواتيمالا 	3	3	6 	3	3	6	=17
28	USA - الولايات المتحدة 	2	3	5 	1	1 	2	4	6	=17
29	FIN - فنلندا 	2	2	4 	2	2	4	=25
29	ITA - إيطاليا 	2	2	4 	2	2	4	=25
29	KOR - جمهورية كوريا 	2	2	4 	2	2	4	=25
32	IND - الهند 	2 	2 	1	1 	2	1	3	28
33	GEO - جيورجيا 	2	2 	2	2	=29
33	JPN - اليابان 	1	1 	1	1 	2	2	=29
33	NEP - نيبال 	1	1 	1	1 	2	2	=29
36	ARG - الأرجنتين 	1	1 	1	1	=35
36	COL - كولومبيا 	1	1 	1	1	=35
36	GER - ألمانيا 	1	1 	1	1	=35
36	HUN - هنغاريا 	1	1 	1	1	=35
36	KEN - كينيا 	1	1 	1	1	=35
36	LES - ليسوتو 	1	1 	1	1	=35
36	NZL - نيوزيلندا 	1	1 	1	1	=35
36	PHI - الفلبين 	1	1 	1	1	=35
المجموع 	89	88	142	319	50	42	47	139	139	130	189	458
المفتاح:
-: تشير علامة تساوي (=) إلى أن اثنين أو أكثر من NPCs يشارك نفس المرتبة حسب المجموع..
G - الذهبية; S - الفضية; B - البرونزية; Tot - المجموع

## العضوية
اعتباراً من أغسطس 2017، لدى الاتحاد العالمي للتايكواندو (WT) 208 اتحادات وطنية عضوة من خمس قارات. هناك خمسة اتحادات قارية - الاتحاد الأوروبي للتايكوندو (ETU)، والاتحاد الأفريقي للتايكوندو (AFTU)، واتحاد التايكوندو الآسيوي (ATU)، واتحاد أوقيانوسيا للتايكوندو (OTU)، واتحاد الأمريكيتين للتايكواندو (PATU). كل اتحاد قاري مسؤول عن إدارة وتعزيز وتطوير رياضة البارا تايكوندو داخل قارته.     

## التصنيف العالمي
التصنيف العالمي في البارا تايكواندو يتبع القواعد المنصوص عليها في اللوائح الخاصة بالتصنيف للاتحاد العالمي للتايكواندو. يتم تقسيم التصنيف وفقًا للفئات والوزن في "بارا كيوروجي"، وتقسيم الفئات العمرية في "بارا بومسي". يتم منح نقاط تصنيف لجميع المشاركين بناءً على مستوى البطولات.
| رتبة                                  | ج1    | جي2   | جي4   | جي6   | جي10   |
| ------------------------------------- | ----- | ----- | ----- | ----- | ------ |
| الرياضي المصنف الأول                  | 10.00 | 20.00 | 40.00 | 60.00 | 100.00 |
| الرياضي المصنف الثاني                 | 6.00  | 12.00 | 24.00 | 36.00 | 60.00  |
| الرياضيون المصنفون في المرتبة الثالثة | 3.60  | 7.20  | 14.40 | 21.60 | 36.00  |
| الرياضيون المصنفون الخامس             | 2.16  | 4.32  | 8.64  | 12.96 | 21.60  |
| الرياضيين المصنفين في المركز التاسع   | 1.51  | 3.02  | 6.05  | 9.07  | 15.12  |
| الرياضيين المصنفين في المركز 17       | 1.06  | 2.12  | 4.23  | 6.35  | 10.58  |
| الرياضيين المصنفين في المركز 33       | 0.74  | 1.48  | 2.96  | 4.45  | 7.41   |
| الرياضيين المصنفين في المركز 65       | 0.52  | 1.04  | 2.07  | 3.11  | 5.19   |